# یواس آرمی اس‌تی-۴۸۸
یواس آرمی اس‌تی-۴۸۸ (به انگلیسی: U.S. Army ST-488) یک کشتی است که طول آن ۲۶ متر (۸۵ فوت) می‌باشد.